# Okno v Parizh
Okno v Parizh (bra: Salada Russa em Paris) é um filme franco-russo de comédia romântica, fantasia e ficção científica de 1993, do diretor Yuri Mamin.

## Enredo
O filme apresenta uma sátira sobre o contraste entre os povos do leste e do oeste europeus, partindo da sugestão apresentada no conto "O Outro Céu" de Julio Cortázar onde este cria um atalho fantasioso que une Buenos Aires a Paris; dessa forma o diretor Mamin introduz uma janela escondida num cortiço que dá passagem à capital francesa a partir de São Petersburgo.
A janela fantástica é descoberta acidentalmente pelo rebelde Serguei Dontsov, um professor de música e, a partir dali, ele e um grupo de amigos passam alguns dias em Paris onde, como bárbaros num local civilizado, sofrem com o choque cultural que aumenta com o fato de nenhum deles falar o idioma nativo, gerando situações anedóticas.
Por outro lado, o caminho inverso é trilhado por uma artista francesa que, acidentalmente, vai parar em São Petersburgo onde sofre uma série de infortúnios como a prisão, o frio e a fome.
A obra ironiza a autocrítica que os russos fazem sobre seu atraso cultural em face aos países desenvolvidos da Europa, com suas desculpas para o seu atraso, como na cena onde os visitantes declaram que a França se desenvolveu porque seu povo conteve os tártaros durante quatrocentos anos, e a seguir saqueiam uma quitanda.